# Элмдейл (тауншип, Миннесота)
Элмдейл (англ. Elmdale) — тауншип в округе Моррисон, Миннесота, США. На 2000 год его население составило 904 человека.

## География
По данным Бюро переписи населения США площадь тауншипа составляет 102,8 км², из которых 100,3 км² занимает суша, а 2,5 км² — вода (2,47 %).

## Демография
По данным переписи населения 2000 года здесь находились 904 человека, 291 домохозяйство и 226 семей.  Плотность населения —  9,0 чел./км².  На территории тауншипа расположено 368 построек со средней плотностью 3,7 построек на один квадратный километр. Расовый состав населения: 99,00 % белых, 0,22 % афроамериканцев, 0,44 % — других рас США и 0,33 % приходится на две или более других рас. Испанцы или латиноамериканцы любой расы составляли 0,44 % от популяции тауншипа.
Из 291 домохозяйства в 45,0 % воспитывались дети до 18 лет, в 71,5 % проживали супружеские пары, в 2,4 % проживали незамужние женщины и в 22,0 % домохозяйств проживали несемейные люди. 19,6 % домохозяйств состояли из одного человека, при том 7,9 % из — одиноких пожилых людей старше 65 лет. Средний размер домохозяйства — 3,11, а семьи — 3,65 человека.
35,4 % населения — младше 18 лет, 6,6 % — в возрасте от 18 до 24 лет, 28,3 % — от 25 до 44, 20,0 % — от 45 до 64, и 9,6 % — старше 65 лет. Средний возраст — 33 года. На каждые 100 женщин приходилось 114,2 мужчин.  На каждые 100 женщин старше 18 приходилось 126,4 мужчин.
Средний годовой доход домохозяйства составлял 41 696 долларов, а средний годовой доход семьи —  45 000 долларов. Средний доход мужчин —  28 929  долларов, в то время как у женщин — 20 250. Доход на душу населения составил 19 406 долларов. За чертой бедности находились 7,5 % семей и 7,4 % всего населения тауншипа, из которых 8,2 % младше 18 и 18,2 % старше 65 лет.